# تپه سانبدان
تپه سانبدان مربوط به دوران پیش از تاریخ ایران باستان تا دوران‌های تاریخی پس از اسلام است و در شهرستان دورود، بخش ژان، روستای سانبدان واقع شده و این اثر در تاریخ ۲۴ اسفند ۱۳۸۳ با شمارهٔ ثبت ۱۱۶۹۶ به‌عنوان یکی از آثار ملی ایران به ثبت رسیده است.